# Болцун
Болцун (рум. Bolțun) — село у Ніспоренському районі Молдови. Утворює окрему комуну.

## Населення
За даними перепису населення 2004 року у селі проживали 1062 особи.
Національний склад населення села:
| Національність   | Кількість осіб | Відсоток   |
| ---------------- | -------------- | ---------- |
| молдавани румуни | 1055 3         | 99,3% 0,3% |
| українці         | 2              | 0,2%       |
| росіяни          | 1              | 0,1%       |
| болгари          | 1              | 0,1%       |
| Всього           | 1062           | 100%       |